# Villanueva del Rebollar (kommunhuvudort)
Villanueva del Rebollar är en kommunhuvudort i Spanien.   Den ligger i provinsen Provincia de Palencia och regionen Kastilien och Leon, i den norra delen av landet, 220 km norr om huvudstaden Madrid. Villanueva del Rebollar ligger 841 meter över havet och antalet invånare är 105.
Terrängen runt Villanueva del Rebollar är platt. Runt Villanueva del Rebollar är det glesbefolkat, med 14 invånare per kvadratkilometer. Närmaste större samhälle är Carrión de los Condes, 16,1 km nordost om Villanueva del Rebollar. Trakten runt Villanueva del Rebollar består till största delen av jordbruksmark.